# Hechi
Hechi (kinesisk skrift: 河池; pinyin: Héchí) er et bypræfektur i den nordvestlige del af den autonome region Guangxi i Folkerepublikken Kina. Det har et areal på 	33.494 km², og en befolkning på 3.970.000 mennesker, med en tæthed på 
119 indb./km² (2007).

## Administrative enheder
Bypræfekturet Hechi har jurisdiksjtion over et distrikt (区 qū), et byamt (市 shì), 4 amter (县 xiàn) og 5 autonome amter (自治县 zìzhìxiàn).
| Kort            | Kort                      | Kort              | Kort                         | Kort                   | Kort        | Kort      | Kort | Kort |
| --------------- | ------------------------- | ----------------- | ---------------------------- | ---------------------- | ----------- | --------- | ---- | ---- |
| Kort over Hechi |                           |                   |                              |                        |             |           |      |      |
| #               | Navn                      | Hanzi             | Pinyin                       | Befolkning (2003 est.) | Areal (km²) | Indb./km² |      |      |
| Distrikter      |                           |                   |                              |                        |             |           |      |      |
| 1               | Jinchengjiang             | 金城江区          | Jīnchéngjiāng Qū             | 310.000                | 2.340       | 132       |      |      |
| Byamter         |                           |                   |                              |                        |             |           |      |      |
| 2               | Yizhou                    | 宜州市            | Yízhōu Shì                   | 610.000                | 3.869       | 158       |      |      |
| Amter           |                           |                   |                              |                        |             |           |      |      |
| 3               | Nandan                    | 南丹县            | Nándān Xiàn                  | 280.000                | 3.902       | 72        |      |      |
| 4               | Tian'e                    | 天峨县            | Tiān'é Xiàn                  | 150.000                | 3.196       | 47        |      |      |
| 5               | Fengshan                  | 凤山县            | Fèngshān Xiàn                | 190.000                | 1.743       | 109       |      |      |
| 6               | Donglan                   | 东兰县            | Dōnglán Xiàn                 | 280.000                | 2.435       | 115       |      |      |
| Autonome amter  |                           |                   |                              |                        |             |           |      |      |
| 7               | Bama (For yaoene)         | 巴马瑶族 自治县   | Bāmǎ Yáozú Zìzhìxiàn         | 240.000                | 1.966       | 122       |      |      |
| 8               | Du'an (For yaoene)        | 都安瑶族 自治县   | Dū'ān Yáozú Zìzhìxiàn        | 610.000                | 4.092       | 149       |      |      |
| 9               | Dahua (For yaoene)        | 大化瑶族 自治县   | Dàhuà Yáozú Zìzhìxiàn        | 420.000                | 2.754       | 153       |      |      |
| 10              | Luocheng (For mulaoene)   | 罗城仫佬族 自治县 | Luóchéng Mùlǎozú Zìzhìxiàn   | 360.000                | 2.639       | 136       |      |      |
| 11              | Huanjiang (For maonanene) | 环江毛南族 自治县 | Huánjiāng Máonánzú Zìzhìxiàn | 370.000                | 4.558       | 81        |      |      |

## Trafik
Kinas rigsvej 323 løber gennem området. Den begynder i Ruijin i provinsen Jiangxi og fører gennem Guangdong og Guangxi og ender i Lincang i Yunnan, på grænsen til Burma.